# 2003 في نيوزيلندا
فيما يلي قوائم الأحداث التي وقعت خلال عام 2003 في نيوزيلندا.

## سياسة

### انتهاء فترة المنصب
- 28 أكتوبر – بيل إنجليش زعيم المعارضة.

## رياضة
- 1 يناير – كأس نيوزيلندا 2003 الفائز نادي يونيفرستي ماونت ولينغتون.

## أفلام
من الأفلام التي صدرت هذه السنة في نيوزيلندا:
- 1 ديسمبر – سيد الخواتم: عودة الملك من إخراج بيتر جاكسون.

## وفيات

### يناير
- 21 يناير – جيمس كلارك (مواليد 1910) لاعب كريكت نيوزلندي.

### مارس
- 27 مارس – إدوين كار (مواليد 1926) ملحن نيوزيلندي.[1]

### أبريل
- 27 أبريل – ألبرت ريتشاردز (مواليد 1924) منافِس أوليمبي نيوزيلندي.
- 29 أبريل – رون باركلي (مواليد 1914) سياسي نيوزيلندي.

### مايو
- 24 مايو – نيل تشيري (مواليد 1946) فيزيائي نيوزيلندي.
- 29 مايو – جوانا باول (مواليد 1945) رسامة نيوزيلندية.[2]

### يونيو
- 14 يونيو – جويس باول (مواليد 1922) لاعبة كركيت نيوزيلندية.
- 20 يونيو – توماس فريمان (مواليد 1923) لاعب كريكت نيوزلندي.

### يوليو
- 18 يوليو – كيث فورسيث (مواليد 1927)
- 24 يوليو – إيلا كامبل (مواليد 1910) لاعبة هوكي حقل نيوزيلندية.

### أغسطس
- 22 أغسطس – دوروثيا آن فرانشي (مواليد 1920)[3]

### سبتمبر
- 7 سبتمبر – ديفيد ألان سبينس (مواليد 1926) رياضياتي نيوزيلندي.

### أكتوبر
- 3 أكتوبر – ليال باري (مواليد 1926) سباح نيوزيلندي.
- 31 أكتوبر – ليندسي وير (مواليد 1908) لاعب كركيت نيوزيلندي.

### نوفمبر
- 12 نوفمبر – كاميرون دونكان (مواليد 1986)[4]
- 16 نوفمبر – ثيو ألين (مواليد 1914) منافِس أوليمبي نيوزيلندي.
- 23 نوفمبر – نيك كارتر (مواليد 1924) درّاج طريق نيوزيلندي.

### ديسمبر
- 17 ديسمبر – جيمس كو (مواليد 1917) فنان نيوزيلندي.[5]
- 31 ديسمبر – جيف بايلس (مواليد 1913)[6]